# Tapkin Kalgo (Zinder)
Tapkin Kalgo (auch: Tabkin Kalgo) ist ein Dorf im Arrondissement Zinder I der Stadt Zinder in Niger.

## Geographie
Das von einem traditionellen Ortsvorsteher (chef traditionnel) geleitete Dorf befindet sich südlich des Stadtzentrums im ländlichen Gemeindegebiet von Zinder, der Hauptstadt der gleichnamigen Region Zinder. Zu den Nachbardörfern von Tapkin Kalgo zählen Marka Maï Doumma im Nordosten und Tchentchindi im Südosten.
Wie im gesamten Gemeindegebiet von Zinder herrscht das Klima der Sahelzone vor, mit einer durchschnittlichen jährlichen Niederschlagsmenge zwischen 300 und 400 mm.

## Geschichte
Tapkin Kalgo war ursprünglich eine Siedlung von Sklaven des Sultans von Zinder.

## Bevölkerung
Bei der Volkszählung 2012 hatte Tapkin Kalgo 164 Einwohner, die in 26 Haushalten lebten. Bei der Volkszählung 2001 betrug die Einwohnerzahl 118 in 20 Haushalten und bei der Volkszählung 1988 belief sich die Einwohnerzahl auf 162 in 27 Haushalten.

## Wirtschaft und Infrastruktur
Es gibt eine Schule im Dorf.